# مركز الدرعية لفنون المستقبل
مركز الدرعية لفنون المستقبل هو مركز ثقافي فني يقع في منطقة الدرعية غرب مدينة الرياض، المملكة العربية السعودية. يعد أول مركز متخصص في فنون الوسائط الجديدة "New Media Arts"  في منطقة الشرق الأوسط. افتتح رسمياً في نوفمبر 2024، مبادرةً من وزارة الثقافة السعودية، بالتعاون مع هيئة المتاحف وشركة الدرعية.

## عن المركز
صُمم المركز مستلهمًا من العمارة النجدية التقليدية. يمتد المبنى على مساحة تبلغ حوالي 12,800 متر مربع، ويتميز بتصميمه الذي يندمج مع الطبيعة المحيطة، حيث يتكون من مجموعة من الكتل المعمارية المتناثرة التي تخلق مساحات مظللة وممرات تهوية طبيعية، مما يعكس النمط المعماري المحلي في منطقة وادي حنيفة. يحتوي المركز على مجموعة من المرافق المتطورة، بما في ذلك:استوديوهات للإنتاج الصوتي والمرئي، مختبرات رقمية، ومساحات عرض مبتكرة، ومكتبة، ومتجر للفنون.

## الموقع
يقع مركز الدرعية لفنون المستقبل في منطقة الدرعية التاريخية المسجّلة على قائمة مواقع التراث العالمي لليونسكو.

## البرامج
- برنامج الفنانين الناشئين في مجال فنون الوسائط الجديدة.[5]
- برنامج "مزرعة" للإقامة الفنية لفنون الوسائط الجديدة .[6]

## المعارض
- "ينبغي للفن أن يكون اصطناعياً: آفاق الذكاء الاصطناعي في الفنون البصرية".[7]
- مكننة: أركيولوجيا فنون الوسائط الجديدة في العالم العربي.[8]